# Filip av Rouvres
Filip av Rouvres, född 1346, död 1361, var regerande hertig av Burgund från 1350 till 1361. 